# 훗 (Hoot)
"훗 (Hoot)"은 대한민국의 걸 그룹 소녀시대의 세 번째 미니 앨범이다. 2010년 10월 27일 KMP홀딩스를 통해 발매되었다. 켄지, 히치하이커, 황현 등이 앨범에 참여했으며, 이수만이 프로듀서를 맡았다. 본 앨범의 작업은 활발한 국제적 활동 속에 극비로 진행되었다. 대다수 사람들은 2010년 소녀시대의 대한민국 활동은 더 이상 없을 것이라 예상했지만, 2010년 11월 컴백 예고를 하면서 모두의 예상을 깼다. 앨범에는 동명의 타이틀곡 '훗 (Hoot)'을 포함해 총 5곡이 수록되었다. 앨범의 컨셉은 "제임스 본드" 시리즈의 본드걸과 같은 1970년대 핀업 걸과 19세기 말 미국의 카우걸 패션에 초점을 맞췄다. 소녀시대 멤버들은 앨범 컨셉에 아이디어를 내며 참여했고, 유리는 수록곡 '내 잘못이죠 (Mistake)'에 작사로 참여했다.
앨범은 평론가들로부터 엇갈린 평가를 받았다. 대체로 앨범 자체는 괜찮지만, 타이틀곡은 약해졌다는 평이 많았다. "훗 (Hoot)"은 대한민국의 가온 앨범 차트에 발매 첫 주 1위에 올랐고, 18만 장 이상의 판매량을 올렸다. 일본 오리콘 앨범 차트에서는 2위에 오르며 소녀시대의 앨범 중 가장 높은 순위를 기록했다. 또한 카라가 "KARA BEST 2007-2010"로 기록했던 한국어 앨범 첫주 최고 판매량 기록을 경신했다. 일본에서 총 10만 장 이상의 판매량을 기록하며 일본 레코드 협회로부터 골드 인증을 받았다.
앨범과 동명의 타이틀곡 '훗 (Hoot)'은 가온 디지털 차트 1위, 연간 차트에서는 10위에 오르며 성공을 거뒀다. 소녀시대는 앨범 발매 6일 전에야 컴백 소식을 알리며 앨범의 프로모션에 있어 이전과 다른 행보를 보였다. 2010년 10월 29일 "뮤직뱅크"에서 첫 컴백 무대를 가졌으며, 12월 5일 "쇼! 음악중심"을 끝으로 공식적인 앨범 활동을 마쳤다.

## 배경과 개발

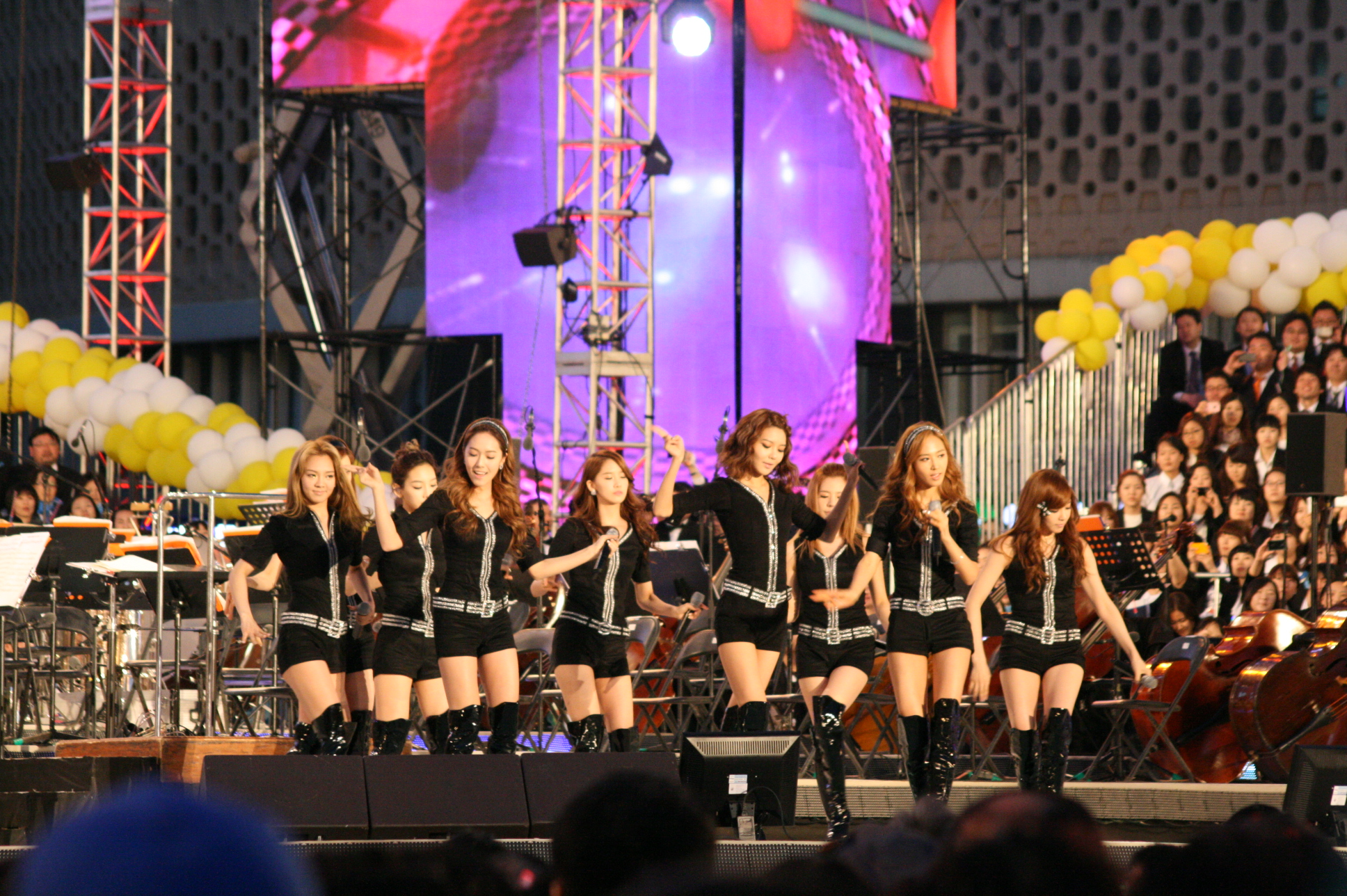
2011년 5월 14일 2018 평창 동계 올림픽 유치 기원 국민대합창에서 '훗 (Hoot)' 공연 중의 소녀시대

소녀시대는 2010년 두 번째 대한민국 정규 앨범 "Oh!"와 리패키지 앨범 "Run Devil Run"을 발매하고 활동했다. 그 해 중반에 활동을 마감하면서 대중들은 사실상 대한민국에서 소녀시대의 2010년 활동은 더 이상 없을 것이라 예상했다. 소녀시대는 4월 중국 상하이에서 아시아 콘서트 투어 Into The New World를 이어갔고, 일본에서 싱글 'Genie'와 'Gee'를 일본에서 9월과 10월에 각각 발표하였다. 이렇게 대다수 사람들이 예상한 대로 소녀시대는 2010년 하반기를 일본 활동에 집중하는 것으로 채우는 듯했다. 그러나 모두의 예상을 깨고 소녀시대는 10월 말에 대한민국에서 새 앨범을 깜짝 발표하면서 대한민국에서의 활동도 병행할 것이라는 계획을 언론에 알렸다.
앨범 작업은 활발한 국제 활동 속에 극비로 진행되었다. 그 누구도 컴백을 예상하지 못했고 멤버들 조차 언제 티저가 공개되는지, 누가 먼저 나오는지 예상하지 못했다. 소녀시대 멤버들은 "숨기느라 매우 힘들었다. 이번 앨범이 팬들에게 서프라이즈 같은 선물이기에 준비하는 우리도 재미있고 신났다"고 말했다. 실제로 컨셉을 들키지 않기 위해 써니는 뮤직비디오 촬영 날 머리를 염색하고 다음 날 출국에서는 검은 스프레이로 염색한 머리를 감췄다. 일본 활동, 아시아 콘서트 등과 함께 준비하면서 작업 시간도 부족했는데, 4일만에 안무를 소화해야 했다. 태연과 제시카는 "시간이 부족했던 만큼 더욱 타이트하게 노력했다. 매일같이 모니터를 하고 서로 부족한 부분을 지적해주고 더 잘 하기 위해 회의를 한다"고 말했다. 효연은 "퍼포먼스가 업그레이드 됐다는 것을 팬들이 확실하게 볼 수 있을 것"이라고 전했다. 소녀시대는 한국에서 선보였던 곡들을 다시 일본에서 선보이는 과정에서 한국 활동 당시 아쉬웠던 점을 보강해 완성도를 높일 수 있었는데, 이러한 점은 "훗 (Hoot)"을 준비하면서 많은 도움이 되었다고 한다.
세 번째 미니 앨범의 디자인 및 의상, 안무, 뮤직비디오, 무대 연출은 1960년대 할리우드 여배우 스타일과 19세기 말 미국의 카우걸 패션, "제임스 본드 시리즈"의 본드걸, "오스틴 파워 시리즈"에 초점을 맞춰 전체적인 테마를 정했다. 소녀시대는 이번 컨셉에 아이디어를 내며 직접 참여했다. 수영은 "음악을 듣고 '007'이나 '카우걸', 서부영화가 생각났다. 그런 느낌을 갖고 있었는데 멤버들 모두도 같은 느낌이었고 적극적으로 제안했다. 누가 들어도 명확한 콘셉트였다"고 말했다. 수록곡 '내 잘못이죠 (Mistake)'의 가사는 유리가 직접 작사했는데, 멤버들이 다 같이 가사를 제출해 최종적으로 티파니와 유리의 가사 중 유리의 가사가 선정되었다. 유리의 작사는 슬픈 내용이었고, 티파니의 작사는 예쁘고 행복한 사랑에 대한 것으로 완전히 반대되는 내용이었다. 유리는 경험담이 아니고 책을 보다 나오게 되었다고 말했다.

## 구성
첫 번째 수록곡이자 동명의 타이틀곡 '훗 (Hoot)'은 고고리듬에 복고풍 기타 사운드가 어우러진 댄스 팝 노래이다. 노래의 작곡은 덴마크의 작곡가이자 프로듀서 마틴 마이클 라르손, 라스 할보 젠슨 그리고 영국의 작곡가 알렉스 제임스가 함께 했다. 이들은 "여성 음악가나 그룹을 위한 자극적인 업템포 노래"를 만드는 것을 목적으로 했다. 작사는 작곡가 3명과 이현규가 맡았는데, 마음에 화살을 쏘듯 자꾸 마음을 아프게 하는 남자친구에게 경고하는 내용을 담았다.
두 번째 트랙에 수록된 '내 잘못이죠 (Mistake)'는 소녀시대가 처음 선보이는 정통 알앤비 발라드 노래로, 멤버 유리가 직접 작사로 참여했다. 가사는 소녀의 가슴 아픈 짝사랑에 대해 표현했다. 유리는 처음에 사랑스러운 멜로디와 곡의 분위기를 생각해 이에 맞는 가사를 쓸려했지만, 반전이 있는 것이 더 애절함이 있다고 생각해 슬픈 가사를 쓰게되었다고 말했다. 이 노래의 작곡은 Cheryl Yie가, 편곡은 켄지가 맡았다.
세 번째 수록곡 '단짝 (My Best Friend)'은 어쿠스틱 기타로 시작해 후반부로 갈 수록 일렉트릭 기타의 전자음이 강조되는 빠른 16비트의 락 발라드 노래이다. 가사는 소녀시대 멤버들의 우정과 사랑에 대한 것이다. 이 곡의 작사는 휘성, 작곡과 편곡은 Carsten Lindberg, Joachim Svares, Joleen Bell Jade Anderson, Micahel Jay 5명이 함께 맡았다. 네 번째 수록곡 'Wake Up'은 무거운 비트와 함께 진행되는 앨범의 두 번째 업템포 곡이다. "티브이데일리"에서는 "하드락의 모습을 보여준다. 보아의 락버전같은 느낌을 준다"고 말했다. 노래의 작곡과 편곡은 히치하이커가, 작사는 김부민과 함께 공동으로 했다. 다섯 번째 수록곡이자 앨범의 마지막 노래 '첫눈에... (Snowy Wish)'16비트 소프트 락, 슈가 팝 장르의 미디엄 템포 곡이다. 황현이 작사, 작곡, 편곡을 모두 도맡아 만들었다.

## 평가
| 전문가 평가 | 전문가 평가 |
| 평가 점수   | 평가 점수   |
| 출처        | 점수        |
| ----------- | ----------- |
| 이즘        | [ 23 ]      |
| Soompi      | [ 22 ]      |

"이즘"의 조이슬은 "이쯤하면 너무 진부한 스토리다. 결국은 작곡가의 이름만을 바꿔가며 같은 음악을 들려주는 기획과 이제는 쉽게 물릴 수 있는 그들의 보컬 스타일, 소녀들의 무의미한 두터운 코러스라인도 언제까지 유효할지는 미지수다"라며 혹평을 했다. 반면 "티브이데일리"에서는 "이번 앨범에서 일취월장한 음악성을 보여줬다. 이번 음반의 전체적인 색깔은 확실하게 락적인 요소가 강하다는 점이다. 아이러니하게도 타이틀곡이 약간 완성도가 떨어지고 아직도 가사가 10대 정신연령에 머문다는 것을 제외하곤 다른 걸 그룹에 비해 월등하다"고 리뷰했다. "Soompi"에서는 "미니 앨범의 노래들은 하나하나 정말 좋다. 기억하기는 쉽지만, 타이틀 트랙은 확실히 좋지 않다. 앨범에 더 좋은 노래들을 선택해 구성할 수 있었다고 본다. K-Pop 리스너로써 소녀시대의 새 앨범 컨셉과 노래들은 항상 기대하는데, 소녀들은 더 잘 할 수 있을 것이라고 믿는다. 하지만, 타이틀곡은 실망 적이다."라고 리뷰했다. "세계일보"의 한준호는 "모두들 언제 준비를 했을까라는 강한 의문을 제기할 만큼 새로운 사운드와 노래 스타일로 무장했다. 80년대 복고풍 사운드를 새롭게 해석한 번득이는 음악적 행보로 일렉트로닉 사운드를 가요계에서 몰아내고 있다"고 평했다. "프레시안"의 대중음악 평론가 나도원 역시 타이틀곡에 대해서는 혹평했지만, "앨범 단위의 충실도가 부쩍 높아졌다. 삼투압 현상처럼 곡들의 완성도가 타이틀곡 수준으로 상향 평준화되어 지금껏 소녀시대의 이름을 내걸고 발표한 앨범들 중 가장 낫다"고 리뷰했다.

## 발매와 프로모션

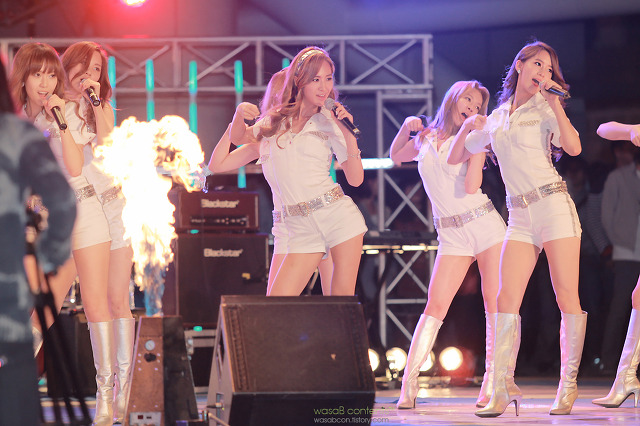
2011년 5월 17일 한양대학교 축제에서 '훗 (Hoot)' 공연 중 일명 화살춤을 추고 있는 소녀시대

소녀시대는 이번 앨범에서 이전과는 다른 프로모션 행보를 선보였다. 앨범이 나오기 전 한참부터 소식을 알렸던 이전과 달리 발매 6일 전에야 컴백 소식을 전하며 일사천리로 진행되었다. 2010년 10월 19일 소녀시대 공식 홈페이지에 티저 이미지와 일부 음원을 공개하면서 컴백을 예고했다. 이와 함께 10월 27일 앨범이 발매된다고 발표했다. 19일에는 서현, 제시카, 티파니의 티저 이미지를, 20일에는 태연, 효연, 써니, 21일에는 윤아, 유리, 수영의 이미지를 순차적으로 공개했다. 24일에는 33초 가량의 티저 영상을 공개했다. 25일에는 음반 발매에 앞서 동명의 타이틀곡 '훗 (Hoot)' 음원을 공개되었으며, 27일에는 오프라인에서 앨범이 발매되었다. 12월 22일에는 일본에서 기존의 히트곡 5곡을 추가해 일반반, 한정반, 초회한정반, 기간한정반으로 나뉘어 발매되었다.
소녀시대는 2010년 10월 29일 "뮤직뱅크"에서 타이틀곡 '훗 (Hoot)'을 선보이며 첫 무대를 선보였다. 같은 날 경희대학교 서울캠퍼스 평화의 전당에서 열린 제47회 대종상의 초대 가수로 'Oh!'와 '훗 (Hoot'으로 축하 무대에 올랐다. 대종상에서 공연 이후 무대를 지켜보던 배우들이 무표정으로 반응을 보이자 태도 논란이 일었다. 뒤 이어 30일 "쇼! 음악중심", 31일 "인기가요"에서 차례대로 컴백 무대를 선보이며 앨범 활동에 박차를 가했다. 30일 "쇼! 음악중심"에서는 수록곡 '단짝 (My Best Friend)'을, 31일 "인기가요"에서는 '내 잘못이죠 (Mistake)'를 타이틀곡과 함께 선보였다. 한편, 티파니가 11월 14일 공연 도중 넘어져 좌측 슬관절의 후방십자인대손상 진단을 받아 4주간 활동하지 못하게 되었다. 이후 12월 25일 "음악중심"을 시작으로 한 달여 만에 복귀했다. 11월 18일 제8회 대한민국영화대상에서는 이 날 MC를 맡았던 배우 송윤아와 함께 '훗 (Hoot)'과 '소원을 말해봐'를 부르며 오프닝 무대를 장식했다. 11월 22일에는 "김정은의 초콜릿"에서 기존의 히트곡과 함께 수록곡 '훗', '내 잘못이죠 (Mistake)'를 포함해 총 5곡을 선보였다. 이후 소녀시대는 12월 4일 "음악중심"을 끝으로 공식적인 앨범 활동을 마무리했다. 공식 활동이 끝나고 나서 멜론 뮤직 어워드에서 공연을 했고, 12월 17일 "뮤직뱅크", 12월 25일 "음악중심", 두 연말 결산 음악 방송에서 2010년 초에 발표했던 'Oh!'와 '훗'을 선보였다.

## 상업적 성과
"훗 (Hoot)"은 2010년 45주차 가온 앨범 차트에서 1위로 데뷔했다. 다음 주에도 1위를 지키며 2주 연속 1위에 올랐다. 진입 3주차에는 1위 하락한 2위에 올랐으며, 4주차에는 7위 하락한 9위에 올랐다. "훗 (Hoot)"은 10월 월간 앨범 차트에서는 1위, 11월 월간 차트에서는 3위를 했다. 2010년 대한민국에서 한 해 동안 총 163,066장을 팔아 2011년 가온 연간 앨범 차트에 3위에 올랐다. 2015년 5월까지 대한민국에서 180,825장의 누적 판매량을 기록하고 있다.
일본에서는 "훗 (Hoot)" 한국어판으로 2010년 11월 15일자 오리콘 주간 앨범 차트에 19위로 데뷔했다. 이후 일본에서 10만 장이 넘는 판매량을 기록하면서 2010년 12월 일본 레코드 협회로부터 골드 인증을 받았다. 2010년 12월 22일 "훗 (Hoot)" 라이센스 앨범이 발매되고 나서 당일 21,271장을 팔아 오리콘 데일리 앨범 차트 2위에 올랐다. 이후 일주일동안 61,000장을 팔아 오리콘 위클리 앨범 차트에서도 2위에 올랐다. 이를 통해 "Hoot" 수입반이 기록했던 19위를 깨고 오리콘 앨범 차트에서 가장 높은 순위를 기록한 소녀시대의 앨범이라는 기록을 세웠고, 앨범 차트에 처음으로 10위권에 진입했다. 또한 2010년 51,000장을 팔아 카라의 "KARA BEST 2007-2010"가 보유하고 있던 한국어 앨범 첫주 최고 판매량 기록을 경신했다. 2011년 한 해 동안 일본에서 총 148,761장의 음반을 팔아치웠고, 오리콘 연간 앨범 차트 42위에 올랐다.

## 수록곡
| #            | 제목                       | 작사                                                                | 작곡                                                                     | 편곡                                                                     | 재생 시간 |
| ------------ | -------------------------- | ------------------------------------------------------------------- | ------------------------------------------------------------------------ | ------------------------------------------------------------------------ | --------- |
| 1.           | 〈훗 (Hoot)〉              | 이현규, Lars Halvor Jensen, Martin Michael Larsson, Alexander James | Lars Halvor Jensen, Martin Michael Larsson, Alexander James              | Lars Halvor Jensen, Martin Michael Larsson, Alexander James              | 3:17      |
| 2.           | 〈내 잘못이죠〉 (Mistake)  | 유리                                                                | Cheryl Yie                                                               | 켄지                                                                     | 4:07      |
| 3.           | 〈단짝〉 (My Best Friend)  | 휘성                                                                | Carsten Lindberg, Joachim Svares, Joleen Bell Jade Anderson, Micahel Jay | Carsten Lindberg, Joachim Svares, Joleen Bell Jade Anderson, Micahel Jay | 3:24      |
| 4.           | 〈Wake Up〉                | 김부민                                                              | 히치하이커                                                               | 히치하이커                                                               | 3:15      |
| 5.           | 〈첫눈에...〉 (Snowy Wish) | 황현                                                                | 황현                                                                     | 황현                                                                     | 3:28      |
| 총 재생 시간 | 총 재생 시간               | 총 재생 시간                                                        | 총 재생 시간                                                             | 총 재생 시간                                                             | 17:34     |

### 일본반
| #   | 제목                       | 작사                                                                | 작곡                                                                     | 편곡                                                                     | 재생 시간 |
| --- | -------------------------- | ------------------------------------------------------------------- | ------------------------------------------------------------------------ | ------------------------------------------------------------------------ | --------- |
| 1.  | 〈훗〉 (Hoot)              | 이현규, Lars Halvor Jensen, Martin Michael Larsson, Alexander James | Lars Halvor Jensen, Martin Michael Larsson, Alexander James              | Lars Halvor Jensen, Martin Michael Larsson, Alexander James              | 3:17      |
| 2.  | 〈내 잘못이죠〉 (Mistake)  | 유리                                                                | Cheryl Yie                                                               | 켄지                                                                     | 4:07      |
| 3.  | 〈단짝〉 (My Best Friend)  | 휘성                                                                | Carsten Lindberg, Joachim Svares, Joleen Bell Jade Anderson, Micahel Jay | Carsten Lindberg, Joachim Svares, Joleen Bell Jade Anderson, Micahel Jay | 3:24      |
| 4.  | 〈Wake Up〉                | 김부민                                                              | 히치하이커                                                               | 히치하이커                                                               | 3:15      |
| 5.  | 〈첫눈에...〉 (Snowy Wish) | 황현                                                                | 황현                                                                     | 황현                                                                     | 3:28      |
| 6.  | 〈Gee〉                    | 이트라이브                                                          | 이트라이브                                                               | 이트라이브                                                               | 3:23      |
| 7.  | 〈Genie〉                  | 유영진                                                              | Anne Judith Wik, Nermin Harambasic, Ronny Svendsen, Robin Jenssen        | Anne Judith Wik, Nermin Harambasic, Robin Jenssen, Ronny Svendsen        | 3:44      |
| 8.  | 〈Oh!〉                    | 김정배, 김영후                                                      | 켄지                                                                     | 켄지                                                                     | 3:08      |
| 9.  | 〈Run Devil Run〉          | 홍지유                                                              | Kalle Engstrom, Michael Busbee, Alex James                               | Kalle Engstrom, Michael Busbee, Alex James                               | 3:21      |
| 10. | 〈Show! Show! Show!〉      | 김부민                                                              | 히치하이커                                                               | 히치하이커                                                               | 3:38      |
| 11. | 〈Be Happy〉               | 이트라이브                                                          | 이트라이브                                                               | 이트라이브, 영광의 얼굴들                                                | 3:30      |

## 차트
| 차트 (2010~11)            | 최고 순위 |
| ------------------------- | --------- |
| 대한민국 (가온 앨범 차트) | 1         |
| 일본 (오리콘)             | 2         |
| 일본 탑 앨범 (빌보드)     | 2         |

| 차트 (2010)               | 최고 순위 |
| ------------------------- | --------- |
| 대한민국 (가온 앨범 차트) | 3         |
| 차트 (2011)               | 최고 순위 |
| 일본 (오리콘)             | 42        |
| 일본 탑 앨범 (빌보드)     | 43        |

## 인증 및 판매량
| 국가                       | 인증 | 판매량/출하량 |
| -------------------------- | ---- | ------------- |
| 일본 (RIAJ)                | 골드 | 148,761^      |
| 대한민국 (가온 차트)       | None | 180,825       |
| ^출하량을 기반으로 한 인증 |      |               |

## 발매일
| 국가       | 날짜             | 포맷        | 에디션                | 레이블          | 출처   |
| ---------- | ---------------- | ----------- | --------------------- | --------------- | ------ |
| 콜롬비아   | 2010년 10월 25일 | 디지털 음원 | 한국어반              | SM 엔터테인먼트 | [ 68 ] |
| 스페인     | 2010년 10월 25일 | 디지털 음원 | 한국어반              | SM 엔터테인먼트 | [ 69 ] |
| 독일       | 2010년 10월 25일 | 디지털 음원 | 한국어반              | SM 엔터테인먼트 | [ 70 ] |
| 타이       | 2010년 10월 25일 | 디지털 음원 | 한국어반              | SM 엔터테인먼트 | [ 71 ] |
| 오스트리아 | 2010년 10월 25일 | 디지털 음원 | 한국어반              | SM 엔터테인먼트 | [ 72 ] |
| 뉴질랜드   | 2010년 10월 25일 | 디지털 음원 | 한국어반              | SM 엔터테인먼트 | [ 73 ] |
| 말레이시아 | 2010년 10월 25일 | 디지털 음원 | 한국어반              | SM 엔터테인먼트 | [ 74 ] |
| 라오스     | 2010년 10월 25일 | 디지털 음원 | 한국어반              | SM 엔터테인먼트 | [ 75 ] |
| 인도       | 2010년 10월 25일 | 디지털 음원 | 한국어반              | SM 엔터테인먼트 | [ 76 ] |
| 브루나이   | 2010년 10월 25일 | 디지털 음원 | 한국어반              | SM 엔터테인먼트 | [ 77 ] |
| 대한민국   | 2010년 10월 25일 | 디지털 음원 | 한국어반              | KMP홀딩스       | [ 18 ] |
| 대한민국   | 2010년 10월 27일 | CD          | 한국어반              | KMP홀딩스       | [ 32 ] |
| 일본       | 2010년 10월 28일 | CD          | 한국어반              | JA코리아        | [ 78 ] |
| 일본       | 2010년 12월 22일 | CD          | 일본어반              | 나유타웨이브    | [ 79 ] |
| 일본       | 2010년 12월 22일 | CD+DVD      | 일본어 초회호화한정반 | 나유타웨이브    | [ 64 ] |
| 일본       | 2010년 12월 22일 | CD+DVD      | 일본어 기간한정반     | 나유타웨이브    | [ 80 ] |
| 캐나다     | 2011년 9월 6일   | CD          | 한국어반              | SM 엔터테인먼트 | [ 81 ] |
| 홍콩       | 2011년 11월 2일  | CD+DVD      | 한국어반              | 유니버설 뮤직   | [ 82 ] |
| 타이완     | 2011년 12월 24일 | CD          | 한국어반              | 유니버설 뮤직   | [ 83 ] |

## 같이 보기
- 2010년 가온 앨범 차트 1위 목록
- 소녀시대